# 康斯坦丁·希爾
康斯坦丁·阿洛伊斯·希爾（德語：Konstantin Alois Hierl，1875年2月24日—1955年9月23日）是德國的一位職業軍官，後來成為納粹德國的重要行政人物。在阿道夫·希特勒尚未掌權前便與其有聯繫，希爾爾日後擔任帝國勞動役務團的領導人，以及納粹黨的全國領袖之一。第二次世界大戰結束後，他被審判並被判犯有重大罪行，最終被處以五年勞改營的刑期，出獄後，他居住在海德堡，參與本土運動並撰寫了回憶錄，於1955年去世。